# Koulová strouha
Koulová strouha – górski potok w Czechach, we wschodnich Karkonoszach, prawy dopływ Jelení potoku o długości ok. 1 km.
Źródła znajdują się na południowych zboczach Śnieżki, pomiędzy nią a Růžovą horą, na wysokości ok. 1275 m n.p.m. Potok płynie głęboko wciętą doliną na wschód. 
Koulová strouha cały czas płynie na obszarze czeskiego Karkonoskiego Parku Narodowego (czes. Krkonošský národní park, KRNAP).